# Oleg Borisovič Vidov
Oleg Borisovič Vidov in russo Олег Борисович Видов? (Filimonki, 11 giugno 1943 – Westlake Village, 16 maggio 2017) è stato un attore sovietico naturalizzato statunitense.

## Biografia
Molto conosciuto in patria per numerosissimi successi cinematografici nazionali, iniziò la sua carriera con diversi film tra cui La tormenta (1964). Non più giovanissimo, ottiene piccole apparizioni in serie TV statunitensi come West Wing - Tutti gli uomini del Presidente e Alias o film di produzione statunitense.
Nel 1989 a Vidov fu diagnosticato un tumore benigno alla ghiandola pituitaria, che gli fu rimossa in un ospedale statunitense. Morì il 15 maggio 2017 all'età di 74 anni a Westlake Village (California). Dal 2010 lottava contro il mieloma multiplo, cui si era aggiunto un tumore pancreatico. È stato sepolto il 20 maggio 2017 all'Hollywood Forever Cemetery di Hollywood (Los Angeles, California, USA).

## Filmografia parziale
- La tormenta (Metel), regia di Vladimir Pavlovič Basov (1964)
- La battaglia della Neretva (Bitka na Neretvi), regia di Veljko Bulajić (1969)
- Moskva, ljubov' moja, regia di Aleksandr Naumovič Mitta e Kenji Yoshida (1974)
- Danko (Red Heat), regia di Walter Hill (1988)
- Orchidea selvaggia (Wild Orchid), regia di Zalman King (1990)
- Love Affair - Un grande amore (Love Affair), regia di Glenn Gordon Caron (1994)
- Gli immortali (The Immortals), regia di Brian Grant (1995)
- Wishmaster 2 - Il male non muore mai (Wishmaster 2: Evil Never Dies), regia di Jack Sholder (1999)
- Thirteen Days, regia di Roger Donaldson (2000)
- Say It in Russian, regia di Jeff Celentano (2007)
- Player 5150, regia di David Michael O'Neill (2008)